# Eomesothelidae
Famille
Les Eomesothelidae sont une famille fossile d'araignées mésothèles.

## Distribution
Les espèces de cette famille ont été découvertes dans de l'ambre de Birmanie. Elles datent du Crétacé.

## Liste des genres
Selon The World Spider Catalog 20.0 :
- † Eomesothele Wunderlich, 2019
- † Intermesothele Wunderlich, 2019

## Publication originale
- (en) Wunderlich, 2019 : What is a spider? Cretaceous fossils modify strongly phylogenetics as well as diagnoses of families, superfamilies and even suborders of spiders (Araneida) and other arthropods. Beiträge zur Araneologie, vol. 12, p. 1–32.